# Лавровський Микола Олексійович
Лавровський Микола Олексійович (03.12(21.11).1825—30(18). 09.1899) — український історик, філололог, педагог, сановник, дійсний член Імператорської АН (1890). Член-засновник Харківського історико-філологічного товариства, член Історичного товариства Нестора-літописця. Брат Петра Лавровського.

## Біографія
Микола Лавровський народився в с. Видропузьк Тверської губернії (нині село Спіровського р-ну Тверської обл., РФ) в сім'ї сільського священика. Грамотою оволодів удома. 1841 закінчив повітове духовне училище в м.Торжок, з 1842 навчався на історико-філологічному факультеті Головного педагогічного інституту в м. Санкт-Петербург. 1849 без зазначення авторства опублікував свою першу статтю «Сравнение перевода „Одиссеи“ Жуковского с подлинником на основании разбора 9-й рапсодии» («Отечественные записки», № 3). По закінченні ін-ту із золотою медаллю 1851 залишився там ад'юнктом кафедри грецької та латинської словесності й старожитностей. Наступного року в збірнику «Опыты историко-филологических трудов студентов Главного педагогического института» побачила світ написана іще в студентські роки монографія «Избрание Михаила Феодоровича на царство». 1852 був направлений на таку ж посаду до кафедри педагогіки Харківського університету, однак ненадовго затримався у С.-Петербурзі, щоб захистити магістерську працю «Рассуждение о византийском элементе в языке договоров русских с греками» .
Навесні 1853 переїхав на Слобідську Україну. 1854 обнародував дисертацію про давньоруські «училища», 1855 став доктором слов'яно-російської філології. 1856—58 викладав в університеті й водночас цензурував газету «Харьковские губернские ведомости». Друкувався в цьому ж виданні, а також у столичних часописах «Летописи русской литературы и древности», «Русское слово», «Москвитянин» та ін. 1858 зайняв кафедру російської словесності Харківського університету. В 1859 році підготував спецкурс «О характере древнейшей письменности, народной словесности вообще и о „Слове о полку Игореве“ в особенности».
В 1862 році виступив з публічною лекцією, присвяченою пам'яті Т.Шевченка. Від цього року служив також деканом історико-філологічного факультету. Брав участь у діяльності недільних шкіл, учительських з'їздів (написав «Обозрение учительских съездов в 1862 году в Харьковском учебном округе»), керував педагогічними курсами. Підтримував О.Потебню. Опублікував низку праць: «Карамзин и его литературная деятельность», «О прусских регулятивах 1, 2 и 3 октября 1854 г.», «Памятники старинного русского воспитания», «О трудах Ломоносова по русскому языку и русской истории», «Несколько слов о Ломоносове», «Памяти Ломоносова», «Замечания о гире Константина Багрянородного», «О новом чешском переводе „Слова о полку Игореве“» та ін. Досліджував минуле шкільництва в Україні. Кілька публікацій присвятив історії Харківського університету, зокрема: «О сношении Н. М. Карамзина с Харьковским университетом», «Замечания о первоначальной истории Харьковского университета», «Из первоначальной истории Харьковского университета», «Василий Назарьевич Каразин и открытие Харьковского университета», «Воспоминание о Василии Назаровиче Каразине (1773–1873)», «Эпизод из истории Харьковского университета». У місячнику «Журнал Министерства народного просвещения» (1871, № 3) надрукував біографію чеського діяча Карела-Яромира Ербена «Очерк жизни и деятельности К.-Я. Эрбена», висловив у ній думку про важливість «висвітлювати для народу його історію, його історичні права на свободу та незалежність».
13 (1) січня 1875 став директором-облаштувальником Ніжинського історико-філологічного інституту кн. Безбородька, створив там науковий друкований орган «Известия Нежинского историко-филологического института князя Безбородко», організував придбання для інституту бібліотекики професора С.Шеверьова. Паралельно, до середини 1876, завідував тамтешнім юридичним ліцеєм, який підлягав ліквідації. У наступні роки надрукував праці «Заметка о тексте русских былин» (К., 1877), «Памятники старинного русского воспитания» (К., 1879), «Гимназия высших наук кн. Безбородко в Нежине: 1820–1832» (Київ, 1879), написав кілька персоналій професорів для впорядкованої М.Гербелем книги «Гимназия высших наук и лицей князя Безбородко» (С.-Петербург, 1881). Викладав рос. словесність, виголошував актові промови (їхні тексти 1877—80 публікувалися в «Известиях Историко-филологического института князя Безбородко»). 16 (4) вересня 1881 мав слово на відкритті в Ніжині пам'ятника М.Гоголю (опубліковано: «К биографии Н. В. Гоголя». Київ, 1881). В 1882 році пішов у відставку й оселився на дачі в с. Кочеток Вовчанського повіту. Харківської губернії.
В 1883 році повернутий на держ. службу, виконував обов'язки ректора Варшавського університету, читав у цьому закладі лекції з історії давньорус. писемності. Тоді ж виступив зі статтями «Кирилл и Мефодий и начало христианства в России» (Мефодиевский сборник. Варшава, 1885) та «Из семьи и школы А. С. Пушкина» («Варшавский дневник», 1887).
1890 призначений попечителем Дерптського навч. округу, опікувався запровадженням в ун-ті м. Дерпт (з 1893 — Юр'єв, нині м. Тарту, Естонія) викладання рос. мовою за типовим статутом аналогічних закладів Російської імперії.
1899 остаточно пішов у відставку.
Помер у с. Кочеток.

## Праці
- О педагогическом значении сочинений Екатерины Великой. Х., 1856
- Обозрение ветхозаветных апокрифов. Х., 1864
- О Ломоносове по новым материалам. Х., 1865
- О Петровских песнях (Песни, собранные И. В. Киреевским). Воронеж [1872].